# 푸른 호수
"푸른 호수"(영어: Blue Bayou)는 2021년 개봉한 미국의 드라마 영화이다. 배우 저스틴 전이 직접 연출하고 각본을 썼다. 전과 함께 알리시아 비칸데르, 마크 오브라이언, 린 단 팜이 주연으로 출연한다.

## 줄거리
한국계 미국인 입양아인 안토니오 르블랑은 임신한 아내 캐시와 의붓딸 제시와 함께 뉴올리언스 외곽에서 살고 있다. 범죄 기록 때문에 일자리를 구하기 어려워진 안토니오는 아내 캐시가 다시 일자리를 찾으려 하지만, 제시의 생물학적 아버지이자 경찰인 에이스와 그의 동료 데니에게 폭력적으로 괴롭힘을 당한 후 체포되어 이민세관단속국(ICE)에 구금된다. 안토니오가 입양 당시 시민권을 취득하지 못했기 때문에 강제 추방될 위기에 처한 것이다.
안토니오와 캐시는 이민 변호사 배리의 도움을 받아 추방을 막으려 하지만, 변호사 비용을 마련하기가 쉽지 않다. 안토니오는 암으로 시한부 인생을 사는 베트남 난민 파커와 친구가 되고, 그녀의 초대로 가족들과 함께 즐거운 시간을 보내지만, 여전히 변호사 비용 마련에 어려움을 겪는다. 결국 오토바이 절도까지 감행하며 돈을 마련하지만, 안토니오는 자신의 입양모의 도움을 받는 것이 가장 좋은 방법이라는 것을 알게 된다.
안토니오는 냉담한 태도를 보이는 입양모를 찾아가지만, 그녀는 재판에 나타나는 것을 거부한다. 설상가상으로 안토니오는 빚 때문에 문신 가게에서 해고당하고, 암이 악화된 파커와 화해한 후 그녀를 병원으로 데려간다. 캐시는 안토니오의 딸을 출산하고, 가족은 다시 만난다.
안토니오의 청문회 날, 가족과 친구들, 심지어 에이스까지 안토니오를 지지하기 위해 나타나지만, 그는 나타나지 않는다. 사실 안토니오는 데니와 그의 친구들에게 납치되어 폭행당하고 버려졌던 것이다. 추방될 것을 알게 된 안토니오는 자살을 시도하지만 실패한다. 한편, 데니는 에이스에게 안토니오를 폭행한 것을 자랑하고, 이에 분노한 에이스는 데니를 병원에 데려가 수갑을 채운다. 캐시는 에이스에게서 모든 사실을 듣고 데니를 공격한다.
마지막 인사를 나눈 후 안토니오는 강제 추방되어 한국으로 떠나게 된다. 캐시와 제시도 그를 따라가려 하지만, 안토니오는 그들이 미국에 남아 안정된 삶을 유지할 때까지 기다려달라고 한다. 마지막 순간, 안토니오는 딸 제시와 강제로 헤어지게 되면서 영화는 마무리된다.

## 출연진
- 저스틴 전 : 앤토니오 르블랑 역
- 알리시아 비칸데르 : 캐시 르블랑 역
- 마크 오브라이언 : 에이스 역
- 린 단 팜 : 파커 역
- 시드니 코왈스키 : 제시 르블랑 역
- 본디 커티스홀 : 배리 부셔 역
- 에머리 코언 : 데니 역

## 수상
- 2022년 제42회 한국영화평론가협회상 국제비평가연맹 한국본부상 (푸른 호수)